# HarmonyOS
HarmonyOS (HMOS), conocido en China como "HongMengOS" (en chino, 鸿蒙OS; pinyin, Hóngméng OS), es un sistema operativo distribuido desarrollado por Huawei para colaborar e interconectar múltiples dispositivos inteligentes en el sistema del Internet de las cosas (IoT). HarmonyOS se utiliza en dispositivos móviles con pantalla táctil, como relojes inteligentes, teléfonos inteligentes, automóviles, televisores inteligentes, tabletas, pulseras inteligentes y otros dentro del sistema del Internet de las cosas (IoT).

## Historia

### Orígenes
Los informes sobre el desarrollo de un sistema operativo interno por parte de Huawei se remontan a 2012. Estos informes se intensificaron durante la guerra comercial entre China y Estados Unidos, después de que el Departamento de Comercio de Estados Unidos añadiera a Huawei a su Lista de Entidades en mayo de 2019, acusándolo de exportar productos, tecnología y servicios de origen estadounidense a Irán en violación de sanciones. Esto prohibió a las empresas estadounidenses hacer negocios con Huawei sin obtener una licencia del gobierno. Richard Yu, ejecutivo de Huawei, describió un sistema interno como un "plan B" en caso de que se le impidiera usar Android en futuros productos debido a las sanciones.
Antes de su presentación, se especuló que podría ser un sistema operativo móvil que reemplazaría a Android en dispositivos futuros de Huawei. En junio de 2019, un ejecutivo de Huawei le dijo a Reuters que el sistema estaba en pruebas en China y podría estar listo "en meses". Sin embargo, en julio de 2019, algunos ejecutivos de Huawei describieron el sistema como un sistema operativo integrado diseñado para hardware de IoT, descartando las afirmaciones anteriores sobre que sería un sistema operativo móvil.
Algunos medios reportaron que este sistema operativo, conocido como "Hongmeng", podría lanzarse en China en agosto o septiembre de 2019, con un lanzamiento mundial en el segundo trimestre de 2020. El 24 de mayo de 2019, Huawei registró "Hongmeng" como una marca en China. El nombre "Hongmeng" (鸿蒙) proviene de la mitología china y simboliza el caos primordial o el mundo antes de la creación. El mismo día, Huawei registró marcas relacionadas con "Ark OS" y variantes ante la Oficina de Propiedad Intelectual de la Unión Europea. En julio de 2019, se informó que Huawei también había registrado marcas relacionadas con la palabra "Harmony" para software de sistema operativo de escritorio y móvil, lo que indicaba un nombre diferente o un componente del sistema operativo.

### Lanzamiento
El 9 de agosto de 2019, tres meses después de la prohibición en la Lista de Entidades, Huawei presentó públicamente HarmonyOS en su conferencia inaugural para desarrolladores en Dongguan. La compañía describió HarmonyOS como un sistema operativo distribuido basado en microkernel y gratuito, diseñado para diversos tipos de hardware. Se enfocó principalmente en dispositivos IoT, como televisores inteligentes, dispositivos portátiles y sistemas de entretenimiento en el automóvil, sin posicionarse explícitamente como un sistema operativo móvil.
HarmonyOS 2.0 se lanzó en la Conferencia de Desarrolladores de Huawei el 10 de septiembre de 2020. Huawei anunció su intención de utilizar el sistema operativo en sus teléfonos inteligentes en 2021. La primera versión beta para desarrolladores en china de HarmonyOS 2.0 con compatibilidad con teléfonos inteligentes se lanzó el 16 de diciembre de 2020. Huawei también presentó el IDE DevEco Studio, basado en IntelliJ IDEA, y un emulador en la nube para desarrolladores en acceso anticipado.
Huawei lanzó oficialmente HarmonyOS 2.0 en China y presentó nuevos dispositivos con el sistema operativo en junio de 2021, comenzando gradualmente las actualizaciones del sistema en los teléfonos de Huawei para los usuarios chinos.

## Hardware
La plataforma HarmonyOS no se diseñó para un solo dispositivo, sino que se desarrolló como un sistema operativo distribuido para varios dispositivos con tamaños de memoria que van desde 128 KB hasta más de 4 GB. Por lo tanto, los requisitos de hardware son flexibles para el sistema operativo y es posible que solo necesite 128 KB de memoria para una variedad de dispositivos terminales inteligentes.

### Dispositivos
Ren Zhengfei, fundador de Huawei, compartió en un discurso en febrero de 2023 que la compañía ha sustituido más de 13,000 componentes en sus productos a causa de las sanciones comerciales impuestas por Estados Unidos. Estos componentes han sido reemplazados por equivalentes de producción nacional. Este cambio puede interpretarse como una respuesta de Huawei a las restricciones establecidas por Estados Unidos. Por otro lado,  HarmonyOS en dispositivos teléfonos inteligentes corre con códigos de Android Open Source, esto se debe a que los teléfonos inteligentes de Huawei utilizaban EMUI, una interfaz de usuario basada en Android, esto también generaría controversias y ha llevado a ciertas críticas y cuestionamientos sobre si HarmonyOS es realmente un sistema operativo nuevo, sin embargo, las nuevas actualizaciones de HarmonyOS para los teléfonos inteligentes, se ha reducido el código de Android, que indicaría que el objetivo de Huawei y HarmonyOS actualmente es una independencia en hardware y software. 

## Etimología
El nombre chino del sistema operativo, HongMeng, habría sido elegido en honor a un personaje de la mitología china que representa el caos previo a la creación del mundo. Este personaje encarna el estado primordial del universo antes de la existencia de la materia o del principio que surge tras el caos.

Logo de HarmonyOS

### Caracter "DAN"
En el nombre HarmonyOS, la letra "O" haría referencia al carácter chino "dan" (旦), el cual simboliza el día o el amanecer. Este carácter se compone de dos ideogramas: "日", que significa "sol", y “_”, que representa el horizonte. Juntos, evocan la imagen del sol naciente o el sol que se alza sobre el horizonte y se refleja en el mar. Además, en el tema visual del logo de HarmonyOS, el símbolo “_” también se dice representa el azul intenso del universo debido a algunas ilustraciones de Huawei sobre HarmonyOS.

## Desarrollo

### Herramientas de Desarrollo y Arquitectura
Huawei introdujo su Entorno de Desarrollo Integrado (IDE) principal llamado DevEco Studio para crear aplicaciones HarmonyOS el 9 de septiembre de 2020. Basado en IntelliJ IDEA y SmartAssist de Huawei, este IDE incluye la Herramienta de Dispositivo DevEco. Facilita la personalización de componentes de HarmonyOS, programación, compilación y depuración visual. Similar a IDEs de terceros como Visual Studio Code para Windows, Linux y macOS, DevEco Studio agiliza el desarrollo de aplicaciones HarmonyOS.

### ArkUI y Distribución de Aplicaciones
Las aplicaciones para HarmonyOS se construyen principalmente usando componentes de ArkUI, un marco de Interfaz de Usuario Declarativa. Los elementos de ArkUI se adaptan a diferentes dispositivos y presentan reglas de interfaz nuevas. Esto incluye actualizaciones automáticas junto con las actualizaciones de HarmonyOS, asegurando que la experiencia del usuario se mantenga actualizada y fluida.

### Empaquetado de Aplicaciones y Compatibilidad
La distribución de software a través de HarmonyOS se basa en archivos de paquete de aplicaciones con la extensión .app, cada paquete de aplicaciones contiene un archivo de manifiesto y uno o más HarmonyOS Ability Packages (HAP, .hap), estos contienen código para habilidades del módulo, recursos, bibliotecas y un archivo JSON de configuración. HarmonyOS actualmente aprovecha la capa OpenHarmony para ejecutar archivos APP y utiliza el Proyecto de Código Abierto de Android (AOSP) para garantizar compatibilidad con archivos APK de Android y Paquetes de Aplicaciones (AAB). Esto permite la publicación fluida de aplicaciones en AppGallery, la tienda de aplicaciones de Huawei.

### Plataforma Universal de IoT y Participación de Desarrolladores
HarmonyOS opera como una plataforma de IoT unificada y versátil. Permite a los desarrolladores crear aplicaciones una vez y desplegarlas en diversos dispositivos, como teléfonos, tabletas, computadoras personales, televisores, automóviles, relojes inteligentes, computadoras de placa única bajo OpenHarmony y dispositivos IoT sin pantalla, como altavoces inteligentes. Esta universalidad simplifica el desarrollo y mejora las experiencias de usuario en varios dispositivos.
Hasta agosto de 2023, se informó que más de 2.2 millones de desarrolladores habían participado en la creación de aplicaciones HarmonyOS, lo que refleja el crecimiento del sistema y la adopción de la plataforma.

## Marca comercial
El 24 de mayo de 2019, Huawei registró "Hongmeng OS" como una marca registrada en China para su validez activa hasta el 13 de mayo de 2029. Ese mismo día, Huawei registró las siguientes marcas comerciales en la Oficina de propiedad Intelectual de la Unión Europea y en las respectivas oficinas de los estados miembros:
- Huawei Ark OS
- Huawei Ark
- Ark
- Ark OS.[21]

Se ha informado que el sistema operativo HongMeng se llamará como tal en China, al tiempo que se llamará Ark OS en otros lugares. Algunos medios de comunicación han informado que la versión fuera de China se llamará Oak OS, pero posiblemente sea una mala pronunciación de Ark OS, ya que Huawei ha registrado la marca como Ark OS.